# Wiesław Dybczak
Wiesław Dybczak (ur. 18 kwietnia 1957 w Krakowie, zm. 30 listopada 2023) – polski piłkarz grający na pozycji środkowego obrońcy. Rozegrał 58 meczów i strzelił jednego gola w polskiej ekstraklasie w barwach Cracovii.
Wychował się w krakowskiej dzielnicy Prądnik Biały. W wieku 9 lat rozpoczął treningi w Clepardii, której był wychowankiem. W 1977 przeniósł się do trzecioligowej Garbarni Kraków.
Wiosną 1979 przeszedł do Cracovii i zadebiutował w II lidze w wygranym 2:1 meczu z Siarką Tarnobrzeg. W 1982 awansował z Cracovią do ekstraklasy (ówczesna I liga), gdzie zadebiutował 1 sierpnia w wygranym 2:1 meczu z Zagłębiem Sosnowiec. Jedyną bramkę w ekstraklasie zdobył 5 listopada 1983 w wygranym 1:0 meczu z Ruchem Chorzów. W barwach "Pasów" występował do 1985 jako obrońca w linii z innymi wyróżniającymi się zawodnikami Cracovii tamtego okresu – Piotrem Nazimkiem, Markiem Podsiadłą i Andrzejem Tureckim. Łącznie rozegrał dla Cracovii 184 oficjalnych meczów (I i II liga, Puchar Polski i Puchar Intertoto), w których strzelił 16 bramek.
W czerwcu 1986, już jako piłkarz Hutnika, został skazany na dwa lata więzienia w zawieszeniu za uderzenie milicjanta. W 1988 wrócił do drugoligowej wówczas Cracovii, karierę kończył w wieku 39 lat jako zawodnik Clepardii i gospodarz jej stadionu przy ulicy Prądnickiej. Zmarł 30 listopada 2023 po ciężkiej chorobie.